# Alfonso Sastre
Alfonso Sastre Salvador (ur. 20 lutego 1926 w Madrycie, zm. 17 września 2021 w Fuenterrabía) – hiszpański dramaturg.
Jest autorem dramatów pacyfistycznych – m.in. Escuadra hacia la muerte (1953) i poświęconych problemom moralnym – m.in. La mordaza (1954) i Muerte en el barrio (1955), często osadzonych w innych epokach (np. La sangre y la ceniza z 1965). Tworzył również sztuki o tematyce sensacyjnej, m.in. Kruk (wyst. pol. 1980). Na podstawie jego scenariuszy powstały również filmy, m.in. Mężczyzna w spodenkach (1957), O piątej po południu (1961), W zamkniętym kręgu (1963). Propagował teatr społecznie zaangażowany.